# Gasnetzzugangsverordnung
Die Gasnetzzugangsverordnung ist eine Durchführungsverordnung zum Energiewirtschaftsgesetz zur Liberalisierung des Gasmarktes in Deutschland. Darin wird die Öffnung des Gasmarktes in Deutschland geregelt.

## Inhaltlicher Hauptpunkt
Hauptschwierigkeit bei der Öffnung des Gasmarktes war die Vorgehensweise bei Lieferantenwechsel eines Endkunden. Dies ist in § 37 GasNZV geregelt. Hier ist zum einen geregelt, bis wann die Gaswirtschaft ein Verfahren erarbeitet haben muss, und zum anderen, bis wann dieses in einer Rechnerplattform implementiert sein muss.

## Zeitplan
Lt. § 37 Abs. 1 S. 1 GasNZV muss 
- bis zum 1. Februar 2006 das Verfahren vollständig entwickelt sein.
- bis zum 1. August 2006 das Verfahren in einer Rechnerplattform implementiert sein.

Nach § 37 Abs. 1 S. 3 GasNZV können beide Termine nach Genehmigung durch die Bundesnetzagentur um bis zu 6 Monate verlängert werden. Tatsächlich wurde eine Fristverlängerung um 2 Monate gewährt.
Die tatsächliche Öffnung des Gasmarktes fand an folgenden Terminen statt:
- Bis zum 1. April 2006 musste nun das Verfahren vollständig entwickelt sein. Ab dieser Zeit könnten Fremdanbieter den Lieferantenwechsel durchführen. Da eine Plattform nicht zur Verfügung steht, müsste dies manuell erfolgen. Dies würde sich allenfalls für Großkunden lohnen.
- Bis zum 1. Oktober 2006 musste nun die Plattform stehen. Ab da wird die Öffnung des Marktes auch für kleine Privatkunden erfolgen können.